# 林家錦平
林家 錦平（はやしや きんぺい、1953年12月12日 - ）は、落語家。落語協会所属の真打。紋は「中陰唐花菱」。出囃子「大漁節」。本名：飯島 喜久雄。

## 来歴
1953年12月、神奈川県横浜市青葉区出身。1971年、東海大学工学部に入学。大学時代は、落語研究会に所属した。
1975年3月大学中退後、大学の先輩でもある演芸作家元木すみおの紹介で初代林家三平に入門。前座名は「うし平」。
1980年2月に春風亭正朝、月の家靖鏡と共に二ツ目に昇進し「錦平」と改名。初代三平の没後は、林家こん平門下に移る。
1990年3月に林家しん平、橘家半蔵、古今亭菊丸と共に真打に昇進した。

## 芸歴
- 1975年3月∶初代林家三平に入門、前座名「うし平」。
- 1980年
  - 2月∶二ツ目昇進、「錦平」と改名。
  - 9月∶師匠初代林家三平が死去。兄弟子林家こん平門下へ移籍。
- 1990年3月∶真打昇進。

## 人物
趣味∶読書。
主に古典落語を演じる。

## メディア

### テレビ
- 笑点（日本テレビ系列）
- 午後は○○おもいッきりテレビ（日本テレビ）
- 悠々くらぶ（NHK）、ほか

### テレビドラマ
- 流れ星（2010年10月 - 12月、フジテレビ） - 林家錦平 役

### ラジオ
- サンサンミュージック（北日本放送）、ほか

### 文献
- 山本進編『落語ハンドブック第3版』三省堂、2007年、214頁。ISBN 978-4-385-41058-6